# Lijst van oorlogsmonumenten in Olst-Wijhe
De Nederlandse gemeente Olst-Wijhe heeft 7 oorlogsmonumenten. Hieronder een overzicht.
| Nr.  | Object                            | Herdachte groep                                                                        | Ontwerper                                              | Onthulling    | Type                       | Locatie                                             | Plaats | Coördinaten                  | Foto              |
| ---- | --------------------------------- | -------------------------------------------------------------------------------------- | ------------------------------------------------------ | ------------- | -------------------------- | --------------------------------------------------- | ------ | ---------------------------- | ----------------- |
| 669  | Oorlogsmonument                   | militairen in dienst van het Ned. Kon. 1940-1945, burgerslachtoffers, verzet Nederland | Firma Hofstra                                          |               | zuil                       | H. Droststraat, 8121 BE                             | Olst   | 52° 20' 18" NB, 6° 6' 28" OL | Meer afbeeldingen |
| 1284 | Monument 1940-1945                | geallieerde militairen, burgerslachtoffers, verzet Nederland                           | Ir. P. Lankhorst (ontwerp), Firma Hofstra (uitvoering) | 4 mei 1948    | zuil                       | Stationsweg, 8131 DG                                | Wijhe  | 52° 23' 29" NB, 6° 8' 23" OL | Meer afbeeldingen |
| 3205 | Monument voor de familie Aussen   | vervolgden Nederland                                                                   |                                                        |               | plaquette en Stolpersteine | Havenpad, 8131 CS                                   | Wijhe  | 52° 23' 13" NB, 6° 7' 55" OL | Meer afbeeldingen |
|      | Erehof Wijhe                      | geallieerde militairen                                                                 |                                                        | graf monument |                            | Kappeweg (Algemene Begraafplaats)                   | Wijhe  |                              | Meer afbeeldingen |
|      | Monument / Graven Ramp 07-05-1945 | burger slachtoffers                                                                    |                                                        | graf monument |                            | Prins Bernhardlaan (Rooms Katholieke Begraafplaats) | Wijhe  |                              |                   |
|      | Monument aan de Enkweg            | burger slachtoffers                                                                    |                                                        | 7 mei 2022    |                            | Enkweg bij 1b, 8131 VD                              | Wijhe  | 52° 23' 3" NB, 6° 8' 6" OL   |                   |
|      | Liberation Route Marker 501       | geallieerde militairen                                                                 |                                                        | kei           |                            | Langstraat / Torenstraat                            | Wijhe  | 52° 23' 16" NB, 6° 8' 8" OL  |                   |
|      | Stolpersteine                     | vervolgden Nederland                                                                   | Gunter Demnig                                          |               | plaquette                  | Zie Stolpersteine in Olst-Wijhe                     | Wijhe  |                              |                   |

Almelo ·
Borne ·
Dalfsen ·
Deventer ·
Dinkelland ·
Enschede ·
Haaksbergen ·
Hardenberg ·
Hellendoorn ·
Hengelo ·
Hof van Twente ·
Kampen ·
Losser ·
Oldenzaal ·
Olst-Wijhe ·
Ommen ·
Raalte ·
Rijssen-Holten ·
Staphorst ·
Steenwijkerland ·
Tubbergen ·
Twenterand ·
Wierden ·
Zwartewaterland ·
Zwolle